# ロバート・ルイスウォーカー
ロバート・ジョン・パトリック・ルイスウォーカー（Robert John Patrick Lewis-Walker, 1993年4月7日 - ）は、南アフリカ共和国クワズール・ナタール州ダーバン出身のプロ野球選手（投手）。右投右打。MLBのシンシナティ・レッズ傘下所属。

## 経歴
2012年に第3回WBC予選の南アフリカ代表に選出された。